# والتر فوله
والتر فوله (آلمانی: Walter Volle؛ ۱۸ سپتامبر ۱۹۱۳ – ۲۷ اکتبر ۲۰۰۲) قایقران روئینگ اهل آلمان بود.
وی در مسابقات کشوری و بین‌المللی در مجموع برندهٔ ۲ مدال طلا، ۱ مدال نقره شده‌است.